# Concrete (comics)
Pour les articles homonymes, voir Concrete.
Concrete est une série de comics créée par Paul Chadwick publiée par Dark Horse Comics. Le personnage éponyme est un homme normal dont le cerveau a été transplanté par des extraterrestres dans un corps de pierre. Les aventures de Concrete se passent sur terre, à la suite de son évasion.

## Histoire du Personnage et thèmes abordés
Ron Lithgow devient Concrete au cours d'une randonnée avec un ami. Des extraterrestres les enlèvent et transplantent leurs cerveaux dans des corps constitués d’une matière qui s’apparente au béton (en anglais, concrete signifie béton). Les deux hommes parviennent à s'échapper en utilisant les capacités surhumaines que leur confèrent leur corps, mais l'ami de Lithgow trouve la mort pendant leur évasion.
Lithgow prend alors contact avec le sénateur Douglas, pour lequel il travaille comme rédacteur de discours. Douglas l'aide à se rendre à la National Science Agency où est organisée une série de tests scientifiques des capacités de son corps extraterrestre. Ces expériences sont coordonnées par Maureen Vonnegut, une jeune scientifique qui devient un personnage récurrent de la série. Lithgow finit par ne plus supporter d'être confiné dans le bâtiment de la National Science Agency et tente de s'échapper ; les militaires qui ont bouclé le secteur parviennent à l'en empêcher. Un compromis est finalement trouvé : l'existence de l'homme de béton est rendue publique, mais en le présentant sous le nom de « Concrete » sans révéler son identité réelle, et en prétendant qu'il serait le résultat d'un programme de recherches de l'armée américaine sur les cyborgs.
Après que la tempête médiatique est retombée, Concrete peut essayer d'organiser sa nouvelle vie. Il engage Larry Munro en tant qu'assistant et Maureen Vonnegut en tant que médecin personnel, et cherche comment mettre à profit les capacités que lui confère son corps de béton. Ses tentatives constituent la base d'une grande partie des histoires de la série. On le voit ainsi gravir l'Everest et traverser l'Océan atlantique à la nage, mais aussi assister la production d'un film hollywoodien et servir de garde du corps à une rock-star (mini-série Fragile Creature). Ses actions ont souvent une motivation humanitaire : ils sauvent des mineurs bloqués sous terre, aide une famille menacée d'expulsion à conserver sa ferme, sauve Larry d'un kidnapping. Concrete, que sa vision très développée rend un observateur attentif et passionné de la nature, se préoccupe d'écologie. Dans Think Like A Mountain, il s'associe à un groupe d'écologistes radicaux qui n'hésitent pas à pratiquer des actions d'écoterrorisme, ce qui est l'occasion d'une réflexion sur la protection de la vie et les limites de l'engagement.
Un autre thème fréquemment abordé est la vie quotidienne de Concrete, et les problèmes que lui pose son corps hors du commun. Ron Lithgow est un homme assez timide et réservé, qui vit souvent mal son statut de célébrité. De plus, la fiction imposée par le gouvernement lui interdit de révéler son identité, et ses proches de son « ancienne vie » le croient mort, ce qui le fait souffrir. Enfin, sa transformation l'a aussi obligé à renoncer à toute sexualité, ce à quoi il s'adapte avec difficulté, d'autant qu'une attirance sans doute réciproque mais sans espoir existe avec Maureen Vonnegut. Il n'est cependant pas complètement coupé du cycle de la vie, puisque dans The Human Dilemma, il se reproduit de manière asexuée pour donner naissance à un « fils », un petit Concrete miniature.

## Historique de la publication

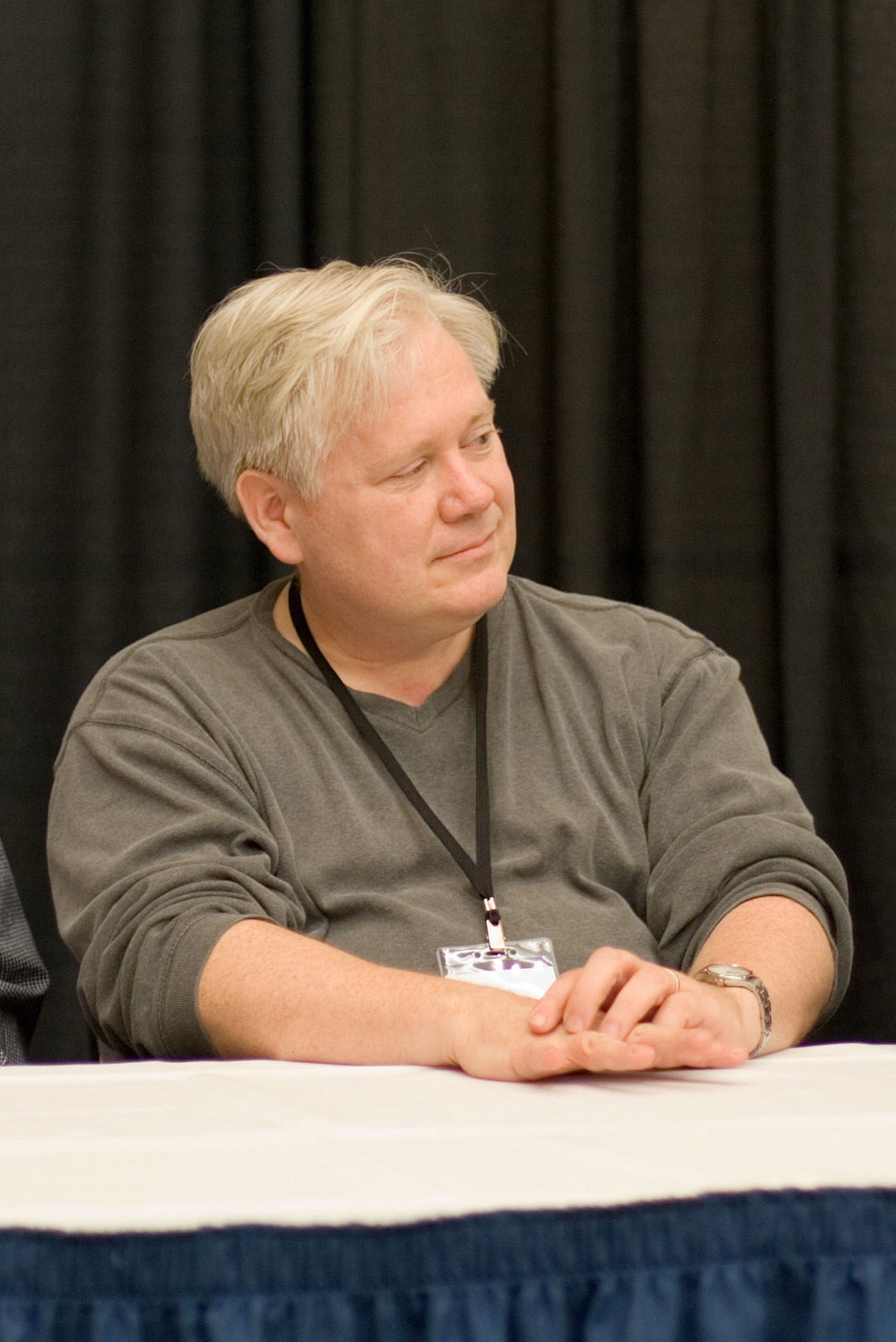
Paul Chadwick, l'auteur de Concrete.

Concrete fait sa première apparition dans le premier numéro de Dark Horse Presents en 1986. Plusieurs histoires courtes de Concrete sont publiées dans d'autres numéros de cette anthologie. La série sort ensuite à partir de 1987 sous la forme d'un comic book régulier qui dure 10 numéros. Chadwick délaisse ensuite le personnage pendant quelques mois ; Concrete fait son retour en 1990 avec Concrete Celebrates Earth Day. Chadwick utilise ensuite son personnage principalement dans des mini-séries. La première d'entre elles, Fragile Creature, sort en 1991. Elle est suivie par Killer Smile (1994) et Think Like a Mountain (1996). Les mini-séries suivantes sont Strange Armor (1997) et The Human Dilemma (2004). Concrete est à nouveau apparu dans les pages de Dark Horse Presents pour trois histoires courtes en 2011, qui ont été publiées dans un comic book one-shot intitulé Three Uneasy Pieces en 2012.
Une partie importante de la série est inédite en français. Seules les mini-séries Strange Armor et Fragile Creature ont été traduites en deux tomes parus aux éditions Semic.

## Récompenses
- 1988 : Prix Eisner de la meilleure série, de la meilleure nouvelle série et de la meilleure série en noir et blanc
- 1988 : Prix Harvey de la meilleure nouvelle série
- 1989 : Prix Eisner de la meilleure série et de la meilleure série en noir et blanc
- 1992 : Prix Eisner de la meilleure série limitée pour Fragile Creature

## Intégrales et TPB
Premières intégrales
La série des premières intégrales est composée d'un tome reprenant les dix numéros de la série régulière, de deux tomes compilant les différentes histoires courtes, et d'un tome pour chaque mini-série parue par la suite. Ces livres ne sont plus édités.
- The Complete Concrete (intégrale de la série Concrete de 1987)
- Concrete: Complete Short Stories 1986-1989
- Concrete: Complete Short Stories 1990-1995
- Concrete: Fragile Creature, traduit en français dans Concrete Tome 2 - Fragile Créature aux éditions Semic
- Concrete: Killer Smile
- Concrete: Think Like a Mountain
- Concrete: Strange Armor, traduit en français dans Concrete Tome 1 - Étrange armure aux éditions Semic
- Concrete: The Human Dilemma

Édition complète Dark Horse
En 2005, Dark Horse a débuté la réédition de l'intégrale de Concrete dans un nouveau format. La majorité du contenu des deux premiers volumes est consacrée aux dix numéros de la série régulière Concrete, tandis que celle des volumes suivants correspond à chacune de l'une des mini-séries. Les nombreuses histoires courtes de Concrete parues dans diverses publications, notamment Dark Horse Presents, sont réparties thématiquement dans les différents volumes.
- Tome 1, Depths, juillet 2005  (ISBN 9781593073435) (contient Concrete #1-5 et diverses histoires courtes)
- Tome 2, Heights, octobre 2005  (ISBN 9781593074203) (contient Concrete #6-10 et diverses histoires courtes)
- Tome 3, Fragile Creature, janvier 2006  (ISBN 9781593074647) (contient Fragile Creature #1-4 et des histoires courtes)
- Tome 4, Killer Smile, mars 2006  (ISBN 9781593074692) (contient Concrete: Killer Smile #1-4, des histoires issues de Concrete: Think Like A Mountain #1-5, Concrete: Eclectica #1-2 et des histoires courtes)
- Tome 5, Think Like A Mountain, mai 2006  (ISBN 9781593075590) (contient Concrete: Think Like A Mountain #1-6, Concrete Celebrates Earth Day et d'autres histoires courtes)
- Tome 6, Strange Armor, juillet 2006  (ISBN 9781593075606) (contient Concrete: Strange Armor et des histoires courtes)
- Tome 7, The Human Dilemma, avril 2006 (contient Concrete: The Human Dilemma #1-6)

Trois histoires parues en 2011 dans la nouvelle version de Dark Horse Presents ont été rassemblées dans le comic book Three Uneasy Pieces publié en 2012.